# 기누가사 사치오
기누가사 사치오(일본어: 衣笠 祥雄, 1947년 1월 18일 ~ 2018년 4월 23일)는 일본의 전 프로 야구 선수이자 야구 해설가·평론가였다.
‘빨간 헬멧 타선’의 주포로서 1970년대 후반부터 1980년대의 히로시마 도요 카프 황금 시대를 이끈 선수 가운데 한 사람으로 알려져 있으며 ‘철인’(鉄人)이라는 애칭이 불릴 정도로 유명하다.
그 외에도 연속 경기 출장 기록 일본 기록·세계 2위 기록, 연속 풀 이닝 출장(역대 3위), 통산 안타(역대 5위), 통산 홈런 (역대 7위) 기록 등을 보유하고 있으며 1987년에 국민영예상 수상했고 1996년에 일본 야구 명예의 전당에 헌액됐다.

## 인물

### 프로 입단 전
교토부에서 흑인 미군과 현지인 사이에 태어나 중학교 입학 당시 유도에 관심이 있어서 유도부에 들어가고 싶었지만, 중학교에 유도부가 없었기 때문에 부득이하게 야구부에 입단했다. 헤이안 고등학교 3학년 때인 1964년에 고시엔 대회에서 수비 포지션인 포수로 출장하는 등 기대 이상의 성적을 남기기도 했다.

### 선수 시절
고교 졸업 후 1965년 히로시마 카프에 입단하면서 시라이시 가쓰미 감독의 방침에 따라 내야수로 전향했다. 우타자인 기누가사는 1968년부터는 1루수로서 1군에 정착하여 1975년에는 3루수로 뛰는 등의 맹활약을 했다. 그 해 5번 타자로서 당시 4번 타자였던 야마모토 고지와 함께 팀의 일익을 담당하여 구단 창단 이후 처음으로 센트럴 리그 우승에 큰 기여를 했다. 특히 올스타전에 있어서의 팀의 동료였던 야마모토와의 2타석 연속 홈런을 기록해 현재도 일본 야구계에서는 이 장면을 올스타전 굴지의 명장면으로 꼽히면서 화젯거리로 남아있다.
그 후에도 ‘빨간 헬멧’(赤ヘル)의 주포로서 1976년 시즌에 31개의 최다 도루를 기록하여 프로 데뷔 이후 처음으로 도루왕 타이틀을 획득, 1983년 8월 9일 한신 타이거스와의 경기에서 일본 프로 야구 사상 16번째가 되는 통산 2000안타를 달성, 이듬해인 1984년에는 시즌 최다인 102타점을 기록하여 타점왕 타이틀을 석권했다. 같은 해 팀의 리그 우승과 일본 시리즈 우승을 동시에 제패하면서 센트럴 리그 MVP를 석권하였고, 일본 프로 야구계의 최고상인 쇼리키 마쓰타로상을 수상했다. 1970년대 후반부터 1980년대의 히로시마 황금 시대를 구축하는 팀의 원동력이 된 선수의 한 사람으로 알려져 있다.
빨간 헬멧 시대 이전에 붙이고 있던 기누가사의 등번호인 28번이 팬들 사이에서는‘철인’(鉄人, 요코야마 미쓰테루의 만화 《철인 28호》에서 붙여진 별명)이라는 별명으로 사랑을 받는 등 그 애칭의 의미대로 야구 선수 중에서도 체력이 매우 뛰어나 몸이 튼튼한 선수로 유명하다. 1970년 10월 19일의 요미우리 자이언츠와의 경기에서부터 시작된 연속 경기 출장 기록은 1987년 6월 13일의 주니치 드래건스전에서 2131경기에 도달해 루 게릭(뉴욕 양키스)이 기록했던 세계 기록을 경신하여 이후 10월 22일의 현역 은퇴까지 2215경기 연속 출장 기록을 수립했다. 같은 해 연속 경기 출장 세계 신기록 달성을 세운 공로로 나카소네 야스히로 총리로부터 일본 정부가 수여하는 국민영예상 수상자로 선정되기도 했다. 히로시마 구단 측은 연속 경기 부산출장 보관됨 2021-07-17 - 웨이백 머신 세계 신기록을 경신하는 등의 숱한 대기록을 남긴 기누가사의 활약을 인정하여 등번호 ‘3’번은 히로시마 도요 카프의 영구 결번으로 제정되었다.
동시대의 팀 동료였던 야마모토 고지와 같은 강타자가 있어 은퇴 후에도‘철인’의 이미지가 항상 따라다니고 있었기 때문인지 현역 당시부터 현재에 이르기까지 연속 경기 출장 기록 이외의 화제가 오른 적이 거의 드물었다. 그러나 통산 안타인 2543개(역대 5위), 통산 홈런 504개(역대 7위), 통산 타점인 1448타점(역대 10위), 통산 득점 1372점(역대 5위) 등 장기에 걸쳐서 안정된 높은 타격 성적을 남기고 있어 야마모토와 기누가사의 영문 이니셜인 ‘YK포’라는 애칭이 붙을 정도였다.

### 그 후
현재 TBS의 야구 해설위원, 아사히 신문의 야구 해설위원으로서 칼럼을 기고하는 것 이외에도 니혼 TV에서 게스트 해설자로서의 TV 출연을 하고 있다. 현역 시절 때부터 은퇴한 이후에도 히로시마 현 구레시에 있는 된장 제조 회사인 ‘마스야 된장’의 CF 주인공을 맡고 있었다.
2018년 4월 24일 대장암으로 타계하였다. 향년 71세.

## 상세 정보

### 출신 학교
- 헤이안 고등학교

### 선수 경력
- 히로시마 카프·히로시마 도요 카프(1965년 ~ 1987년)

### 기타 경력
- 은퇴 후 TBS, 아사히 신문, 니혼 TV 등 야구 해설위원·평론가로 활동.

### 수상·타이틀 경력

#### 타이틀
- 타점왕 : 1회(1984년)
- 도루왕 : 1회(1976년)
- 최다 안타(당시는 타이틀이 아님) : 1회(1972년) ※1994년부터 타이틀로 제정됨.

#### 수상
- MVP : 1회(1984년)
- 베스트 나인 : 3회(1975년, 1980년, 1984년)
- 골든 글러브상 : 3회(1980년, 1984년, 1986년)
- 월간 MVP : 4회(1975년 6월, 1979년 9월, 1982년 6월, 1983년 7월)
- 쇼리키 마쓰타로상 : 1회(1984년)
- 일본 프로 스포츠 대상 : 1회(1984년)
- 국민영예상(1987년)
- 일본 야구 명예의 전당 헌액자(1996년)

### 개인 기록

#### 첫 기록
- 첫 출장 : 1965년 5월 16일, 대 주니치 드래곤스 7차전(주니치 스타디움), 9회초에 사사키 가쓰토시의 대타로서 출장
- 첫 선발 출장 : 1965년 7월 25일, 대 다이요 웨일스 15차전(히로시마 시민 구장), 8번·포수로서 선발 출장
- 첫 안타 : 상동, 3회말에 오이카와 노부지로부터
- 첫 득점 : 상동, 3회말에 오키쓰 다쓰오의 2점 적시 2루타로 기록
- 첫 홈런·첫 타점 : 1965년 8월 22일, 대 한신 타이거스 15차전(히로시마 시민 구장), 3회말에 무라야마 미노루로부터 솔로 홈런

#### 기록 달성 경력
- 통산 100홈런 : 1972년 7월 18일, 대 한신 타이거스 14차전(오카야마 현 야구장), 3회말에 에나쓰 유타카로부터 좌월 2점 홈런 ※역대 35번째
- 통산 150홈런 : 1974년 6월 9일, 대 주니치 드래곤스 9차전(주니치 스타디움), 8회초에 미사와 준으로부터 좌월 역전 결승 3점 홈런 ※역대 68번째
- 통산 1000경기 출장 : 1975년 4월 24일, 대 다이요 웨일스 3차전(히로시마 시민 구장), 5번·3루수로서 선발 출장 ※역대 178번째
- 통산 1000안타 : 1976년 5월 22일, 대 주니치 드래곤스 7차전(나고야 구장), 4회초에 미사와 준으로부터 중전 안타 ※역대 95번째
- 통산 200홈런 : 1976년 8월 28일, 대 다이요 웨일스 20차전(가와사키 구장), 1회초에 네모토 다카시로부터 중월 선제 솔로 홈런 ※역대 25번째
- 통산 250홈런 : 1978년 6월 8일, 대 요코하마 다이요 웨일스 9차전(가와사키 구장), 2회초에 다무라 마사오로부터 선제 2점 홈런 ※역대 14번째
- 통산 1500경기 출장 : 1978년 9월 25일, 대 야쿠르트 스왈로스 24차전(히로시마 시민 구장), 7번·3루수로서 선발 출장 ※역대 60번째
- 통산 1500안타 : 1980년 4월 9일, 대 요코하마 다이요 웨일스 2차전(히로시마 시민 구장), 3회말에 노무라 오사무로부터 중전 안타 ※역대 37번째
- 통산 300홈런 : 1980년 6월 1일, 대 주니치 드래곤스 9차전(히로시마 시민 구장), 1회말에 후지사와 기미야로부터 좌중간에 선제 홈런 ※역대 13번째
- 통산 1000삼진 : 1980년 9월 6일, 대 한신 타이거스 18차전(히로시마 시민 구장), 1회말에 에모토 다케노리로부터 ※역대 6번째
- 통산 3000루타 : 1981년 7월 21일, 대 한신 타이거스 14차전(한신 고시엔 구장), 2회초에 구도 가즈히코로부터 솔로 홈런 ※역대 17번째
- 통산 1000타점 : 1982년 4월 4일, 대 주니치 드래곤스 1차전(히로시마 시민 구장), 7회말에 미즈타니 히로아키로부터 2점 홈런 ※역대 14번째
- 통산 350홈런 : 1982년 4월 10일, 대 요코하마 다이요 웨일스 2차전(히로시마 시민 구장), 4회말에 노무라 오사무로부터 좌월 3점 홈런 ※역대 11번째
- 통산 1000득점 : 1982년 6월 4일, 대 요미우리 자이언츠 10차전(히로시마 시민 구장), 5회말에 야마모토 고지의 적시타로 홈을 밟아 기록 ※역대 17번째
- 통산 2000경기 출장 : 1982년 8월 29일, 대 한신 타이거스 24차전(한신 고시엔 구장), 6번·3루수로 선발 출장 ※역대 18번째
- 통산 3500루타 : 1983년 7월 10일, 대 한신 타이거스 13차전(한신 고시엔 구장), 2회초에 구도 가즈히코로부터 좌중간에 선제 솔로 홈런 ※역대 12번째
- 통산 2000안타 : 1983년 8월 9일, 대 한신 타이거스 14차전(히로시마 시민 구장), 5회말에 고바야시 시게루로부터 좌전 안타 ※역대 16번째
- 통산 2루타 300개 : 1983년 9월 1일, 대 한신 타이거스 19차전(한신 고시엔 구장), 4회초에 노무라 오사무로부터 ※역대 24번째
- 통산 400홈런 : 1983년 9월 15일, 대 야쿠르트 스왈로스 23차전(메이지 진구 야구장), 4회초에 미야모토 겐지로부터 좌월 솔로 홈런 ※역대 9번째
- 통산 4000루타 : 1985년 7월 5일, 대 한신 타이거스 10차전(한신 고시엔 구장), 6회초에 후쿠마 오사무로부터 좌중간 2루타 ※역대 9번째
- 통산 450홈런 : 상동, 8회초에 야마모토 가즈유키로부터 좌월 솔로 홈런 ※역대 8번째
- 통산 2루타 350개 : 1986년 5월 11일, 대 요미우리 자이언츠 7차전(히로시마 시민 구장), 4회말에 니시모토 다카시로부터 우익 선상 2루타 ※역대 16번째
- 통산 2500경기 출장 : 1986년 8월 10일, 대 주니치 드래곤스 15차전(히로시마 시민 구장), 3번·1루수로서 선발 출장 ※역대 4번째
- 통산 1500삼진 : 상동, 7회말에 미야코 유지로로부터 ※사상 최초
- 통산 2500안타 : 1987년 6월 14일, 대 주니치 드래곤스 11차전(도쿠야마 시 야구장), 4회말에 에모토 고이치로부터 좌월 솔로 홈런 ※역대 4번째
- 통산 500홈런 : 1987년 8월 11일, 대 야쿠르트 스왈로스 15차전(히로시마 시민 구장), 4회말에 오바나 다카오로부터 좌월 솔로 홈런 ※역대 5번째

#### 기타
- 2215경기 연속 출장(1970년 10월 19일 ~ 1987년 10월 22일) ※일본 기록
- 678경기 연속 풀 이닝 출장(1974년 4월 17일 ~ 1979년 5월 27일) ※역대 3위
- 사이클링 히트 : 1976년 7월 7일, 대 요미우리 자이언츠 16차전(삿포로 시 마루야마 구장) ※역대 28번째, 첫회 선두 타자 홈런에서의 사이클링 히트 달성은 일본 프로 야구 사상 최초[2]
- 20년 연속 시즌 두 자릿수 홈런(1968년 ~ 1987년) ※역대 4위 타이
- 13년 연속 시즌 20홈런 이상(1974년 ~ 1986년) ※역대 3위 타이
- 5경기 연속 홈런(1971년 6월 6일 ~ 6월 10일)
- 2경기 연속 첫회 선두 타자 홈런(1977년 10월 4일 ~ 10월 5일)
- 1이닝 2개 몸에 맞는 볼 : 1976년 8월 31일, 대 주니치 드래곤스 16차전(나고야 구장), 3회초에 아오야마 히사토·가나이 마사유키로부터 ※일본 기록
- 올스타전 출장 : 13회(1971년, 1974년 ~ 1977년, 1980년 ~ 1987년)
- 대타의 대타로서 만루 홈런 : 1973년 10월 10일, 대 야쿠르트 스왈로스 전 ※일본 프로 야구 사상 최초[3]

### 등번호
- 28(1965년 ~ 1974년)
- 3(1975년 ~ 1987년) ※히로시마 도요 카프의 영구 결번.

### 연도별 타격 성적
| 연 도       | 소 속       | 경 기 | 타 석 | 타 수 | 득 점 | 안 타 | 2 루 타 | 3 루 타 | 홈 런 | 루 타 | 타 점 | 도 루 | 도 루 자 | 희 생 번 | 희 생 플 | 볼 넷 | 고 4 | 사 구 | 삼 진 | 병 살 타 | 타 율 | 출 루 율 | 장 타 율 | O P S |
| ----------- | ----------- | ----- | ----- | ----- | ----- | ----- | ------- | ------- | ----- | ----- | ----- | ----- | -------- | -------- | -------- | ----- | ---- | ----- | ----- | -------- | ----- | -------- | -------- | ----- |
| 1965년      | 히로시마    | 28    | 46    | 44    | 3     | 7     | 1       | 0       | 1     | 11    | 2     | 0     | 0        | 1        | 0        | 0     | 0    | 1     | 4     | 1        | .159  | .178     | .250     | .428  |
| 1966년      | 히로시마    | 32    | 40    | 34    | 3     | 5     | 3       | 1       | 0     | 10    | 2     | 1     | 0        | 0        | 0        | 4     | 0    | 2     | 9     | 1        | .147  | .275     | .294     | .569  |
| 1967년      | 히로시마    | 28    | 52    | 48    | 6     | 12    | 2       | 0       | 2     | 20    | 5     | 1     | 1        | 0        | 0        | 3     | 0    | 1     | 13    | 2        | .250  | .308     | .417     | .724  |
| 1968년      | 히로시마    | 127   | 463   | 395   | 52    | 109   | 19      | 2       | 21    | 195   | 58    | 11    | 4        | 1        | 2        | 54    | 0    | 11    | 76    | 11       | .276  | .377     | .494     | .872  |
| 1969년      | 히로시마    | 126   | 485   | 428   | 43    | 107   | 12      | 0       | 15    | 164   | 46    | 32    | 15       | 5        | 1        | 40    | 1    | 11    | 73    | 17       | .250  | .330     | .383     | .713  |
| 1970년      | 히로시마    | 126   | 459   | 406   | 44    | 102   | 10      | 3       | 19    | 175   | 57    | 13    | 5        | 2        | 1        | 42    | 3    | 8     | 81    | 14       | .251  | .333     | .431     | .764  |
| 1971년      | 히로시마    | 130   | 543   | 460   | 72    | 131   | 18      | 2       | 27    | 234   | 82    | 12    | 11       | 2        | 2        | 64    | 3    | 15    | 71    | 10       | .285  | .390     | .509     | .898  |
| 1972년      | 히로시마    | 130   | 565   | 498   | 67    | 147   | 18      | 1       | 29    | 254   | 99    | 12    | 7        | 0        | 6        | 49    | 5    | 12    | 77    | 16       | .295  | .372     | .510     | .882  |
| 1973년      | 히로시마    | 130   | 529   | 454   | 52    | 94    | 12      | 1       | 19    | 165   | 53    | 6     | 3        | 4        | 3        | 65    | 6    | 3     | 73    | 17       | .207  | .310     | .363     | .674  |
| 1974년      | 히로시마    | 130   | 529   | 471   | 72    | 119   | 10      | 1       | 32    | 227   | 86    | 7     | 5        | 0        | 4        | 48    | 2    | 6     | 78    | 14       | .253  | .330     | .482     | .811  |
| 1975년      | 히로시마    | 130   | 532   | 479   | 66    | 132   | 22      | 1       | 21    | 219   | 71    | 18    | 4        | 0        | 4        | 44    | 2    | 5     | 61    | 21       | .276  | .343     | .457     | .800  |
| 1976년      | 히로시마    | 130   | 569   | 522   | 82    | 156   | 26      | 2       | 26    | 264   | 69    | 31    | 14       | 5        | 1        | 31    | 2    | 10    | 84    | 19       | .299  | .350     | .506     | .856  |
| 1977년      | 히로시마    | 130   | 582   | 514   | 88    | 136   | 22      | 2       | 25    | 237   | 67    | 28    | 15       | 8        | 1        | 53    | 1    | 6     | 81    | 11       | .265  | .340     | .461     | .801  |
| 1978년      | 히로시마    | 130   | 547   | 461   | 81    | 123   | 18      | 1       | 30    | 233   | 87    | 9     | 13       | 2        | 4        | 69    | 8    | 11    | 83    | 14       | .267  | .375     | .505     | .881  |
| 1979년      | 히로시마    | 130   | 478   | 410   | 82    | 114   | 21      | 2       | 20    | 199   | 57    | 15    | 4        | 4        | 0        | 55    | 4    | 9     | 72    | 9        | .278  | .376     | .485     | .861  |
| 1980년      | 히로시마    | 130   | 549   | 489   | 79    | 144   | 20      | 0       | 31    | 257   | 85    | 16    | 6        | 6        | 2        | 42    | 2    | 10    | 89    | 6        | .294  | .362     | .526     | .888  |
| 1981년      | 히로시마    | 130   | 553   | 495   | 82    | 134   | 23      | 2       | 30    | 251   | 72    | 7     | 7        | 8        | 2        | 40    | 3    | 8     | 83    | 16       | .271  | .335     | .507     | .842  |
| 1982년      | 히로시마    | 130   | 551   | 483   | 74    | 135   | 22      | 0       | 29    | 244   | 74    | 12    | 2        | 12       | 2        | 44    | 0    | 10    | 89    | 10       | .280  | .352     | .505     | .857  |
| 1983년      | 히로시마    | 130   | 557   | 496   | 86    | 145   | 25      | 1       | 27    | 253   | 84    | 8     | 4        | 6        | 2        | 49    | 4    | 4     | 89    | 10       | .292  | .361     | .510     | .871  |
| 1984년      | 히로시마    | 130   | 542   | 490   | 79    | 161   | 25      | 1       | 31    | 281   | 102   | 11    | 1        | 6        | 7        | 34    | 2    | 5     | 83    | 13       | .329  | .378     | .573     | .952  |
| 1985년      | 히로시마    | 130   | 540   | 480   | 77    | 140   | 16      | 0       | 28    | 240   | 83    | 10    | 5        | 6        | 5        | 46    | 2    | 3     | 77    | 12       | .292  | .354     | .500     | .854  |
| 1986년      | 히로시마    | 130   | 520   | 477   | 42    | 98    | 11      | 0       | 24    | 181   | 59    | 4     | 2        | 4        | 0        | 32    | 2    | 7     | 80    | 10       | .205  | .266     | .379     | .645  |
| 1987년      | 히로시마    | 130   | 403   | 370   | 40    | 92    | 17      | 0       | 17    | 160   | 48    | 2     | 2        | 6        | 1        | 23    | 3    | 3     | 61    | 13       | .249  | .297     | .432     | .730  |
| 통산 : 23년 | 통산 : 23년 | 2677  | 10634 | 9404  | 1372  | 2543  | 373     | 23      | 504   | 4474  | 1448  | 266   | 130      | 88       | 50       | 931   | 55   | 161   | 1587  | 267      | .270  | .345     | .476     | .820  |

- 굵은 글씨는 시즌 최고 성적.

## 같이 보기
- 쇼리키 마쓰타로상